# Battaglia dell'Atlantico (1914-1918)
La battaglia dell'Atlantico, incentrata principalmente sugli attacchi dei sommergibili al traffico mercantile alleato, fu, durante la prima guerra mondiale, il confronto più importante e protratto nel tempo tra la marina inglese e statunitense da un lato e la marina tedesca dall'altro.
Tali vicende si inseriscono in un contesto più ampio relativo ai vari confronti avvenuti in mare tra la Triplice intesa e gli Imperi centrali, fra i quali vanno certamente citate la battaglia di Coronel, la battaglia di Dogger Bank, la prima battaglia delle Falkland e la battaglia dello Jutland.
Dopo la battaglia dello Jutland l'ammiraglio Scheer arrivò alla conclusione, trasmessa al Kaiser attraverso un rapporto, che l'unica possibilità di vittoria fosse legata alla guerra sottomarina. Pertanto, sia prima che dopo l'entrata in guerra degli Stati Uniti, il confronto nell'Atlantico avvenne dapprima con la caccia ai mercantili isolati e successivamente gli Alleati rimisero in atto il sistema dei convogli, con una forte scorta di unità di superficie; vennero quindi create varie classi di unità specializzate nella lotta antisommergibili come i Submarine chaser statunitensi, prodotti in serie attraverso metodologie che coinvolsero anche specialisti di altri settori come Henry Ford.

## Contesto storico

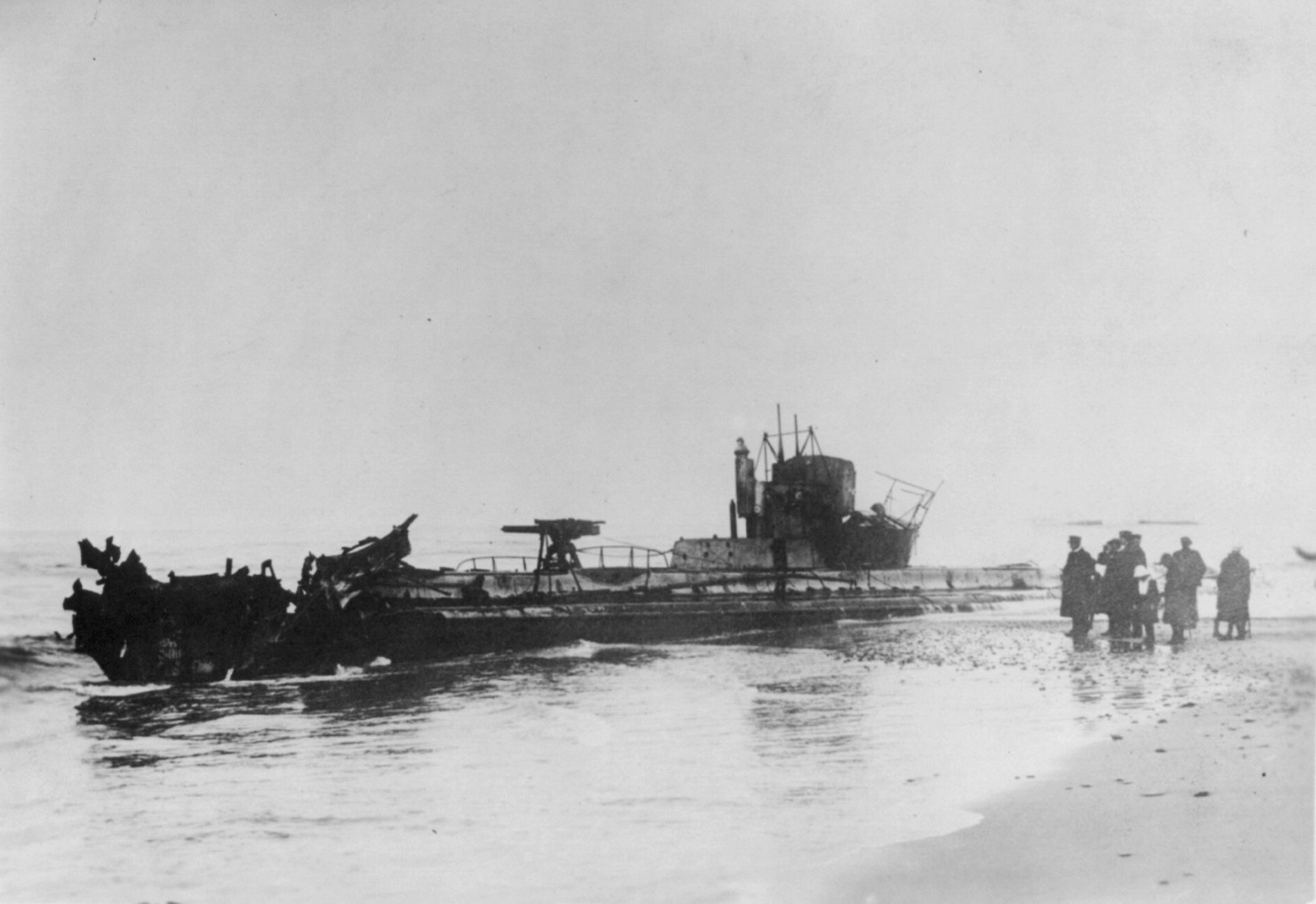
U-20, il sottomarino che aveva affondato il Lusitania si autoaffondò dopo essersi arenato lungo le coste danesi.

L'evoluzione dell'ultimo decennio dei sommergibili aveva portato alla dotazione di questo mezzo da parte di molte delle marine militari, tanto che nel conflitto della prima guerra mondiale questa arma ebbe un ruolo principale. Oltre ad essere stata una delle cause dell'ingresso nella guerra degli Stati Uniti d'America, i sommergibili furono utili alla Germania soprattutto, ma anche in modo limitato all'Austria-Ungheria, per porre rimedio al blocco navale inglese reso possibile dalla supremazia navale della Gran Bretagna, mantenuta intatta dopo la battaglia dello Jutland.

## Le navi di superficie
L'unica nave da guerra di superficie tedesca presente in Atlantico era allo scoppio della guerra la SMS Karlsruhe, un incrociatore leggero moderno e veloce per l'epoca. Questa nave fu oggetto della caccia di uno squadrone di incrociatori britannici più vecchi basati nei Caraibi ed al comando del contrammiraglio Cradock, che poi morirà nella battaglia di Coronel. Allo scoppio della guerra affondò diverse navi alleate e sfuggì varie volte ai più lenti incrociatori britannici, e venne rifornito da carboniere tedesche camuffate da mercantili neutrali. Affondò il 4 novembre 1914 per una potente esplosione, probabilmente dovuta ad un incidente in un deposito munizioni.

## La campagna degli U-Boot
Tra i sommergibili divenuti famosi durante il conflitto c'è sicuramente l'U-35, che sotto il comando dei suoi quattro comandanti (Waldemar Kophamel, Ernst von Voigt, Haino von Hamburg e Lothar von Arnauld de la Perière) affondò complessivamente nel corso del conflitto 224 mercantili.
Complessivamente la classe della quale faceva parte l'U-35, che era nota come Classe U-31, all'epoca era composta da 11 battelli, affondò durante l'intero conflitto oltre 1 917 146 tsl di mercantili nemici. Infine la classe della quale faceva parte anche l'U-35 non divenne famosa solamente per l'elevato numero di navi che le unità appartenenti a questa classe riuscirono ad affondare, ma anche per avere introdotto come prima classe di sommergibili al mondo il doppio scafo, una innovazione che di seguito verrà applicata a tutte le unità a partire dalla seconda guerra mondiale.

### Gli strumenti di lotta antisommergibile

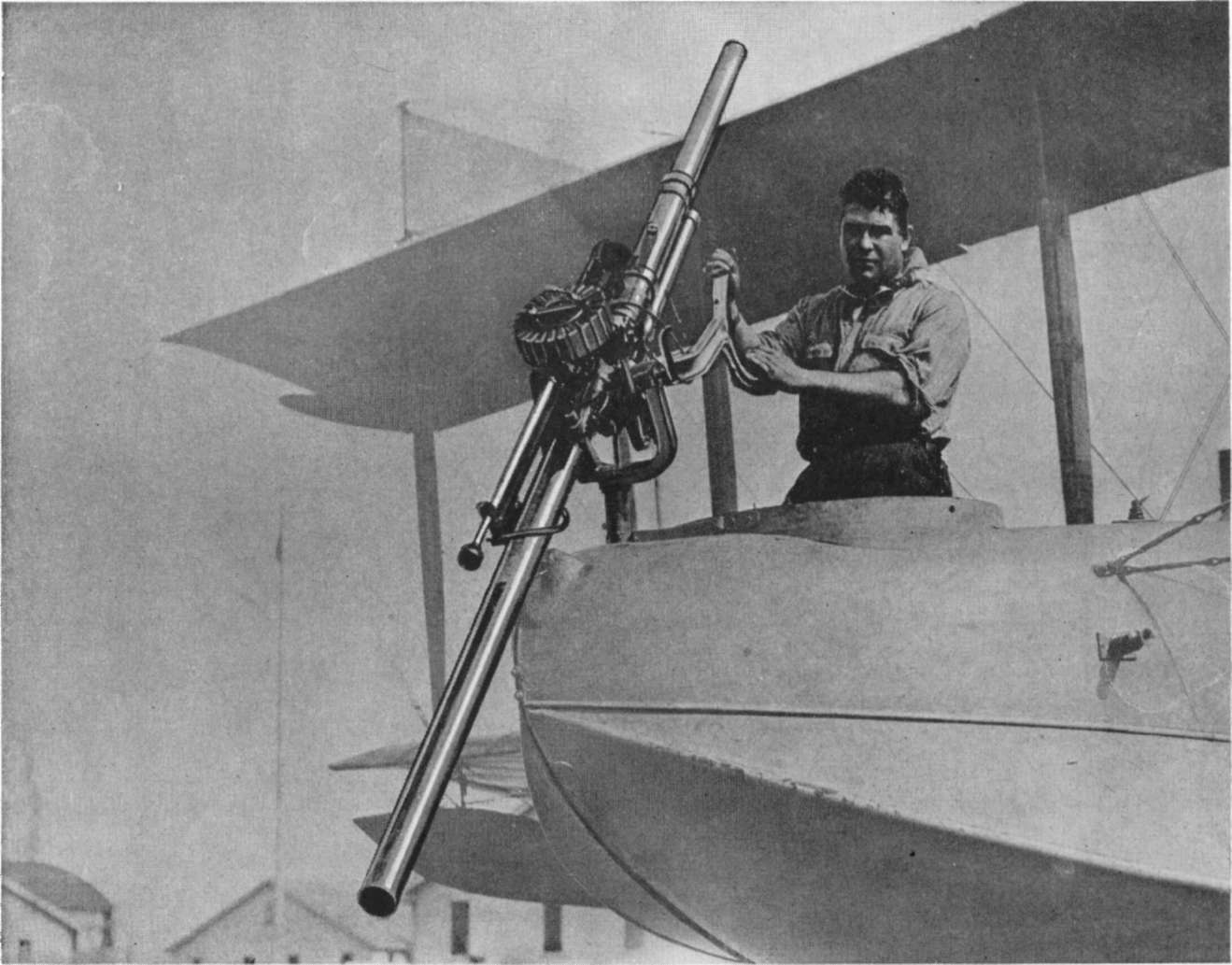
Un cannone Davis montato su un aeroplano per la lotta antisommergibile

All'inizio della prima guerra mondiale non esistevano mezzi di scoperta dei sommergibili totalmente immersi, quindi gli stessi potevano essere attaccati solo quando si trovavano in superficie. Per questo motivo le prime misure contro i sommergibili tedeschi, dopo che il 22 settembre 1914 l'U-9 aveva affondato in una singola azione tre incrociatori corazzati della classe Cressy, furono di organizzare 500 navi di piccolo tonnellaggio (pescherecci e navi da diporto), armate di un cannone di piccolo calibro e in alcuni casi di torpedini a traino, per sorvegliare tutte le acque britanniche. Questi mezzi antisom erano chiaramente di scarsa efficacia, tanto che nei primi tre mesi della campagna contro il traffico mercantile nel Mare del Nord la Germania perse solo cinque sommergibili sui ventuno che il 18 febbraio 1915 avevano iniziato la campagna e che avevano realizzato fino a quel momento 57 attacchi con i siluri e 93 attacchi col cannone. All'epoca non esistevano sistemi di rilevamento dei sommergibili, quindi l'unico modo per rilevarne la presenza era di utilizzare reti che, incontrando il sommergibile, avrebbero segnalato la sua posizione alle navi (generalmente pescherecci) che le trainavano. Naturalmente questo metodo non poteva essere utilizzato in mari aperti, ma fu efficace per il blocco dello Stretto di Dover. Più efficace fu la creazione delle "Q ship", cioè navi civetta, all'apparenza mercantili, ma con cannoni occultati a bordo. Dato che, dopo l'affondamento del Lusitania, che aveva sollevato contro la Germania l'opinione pubblica statunitense, i sommergibili tedeschi dovevano attaccare i mercantili stando in superficie, le "Q ship" nel periodo giugno settembre 1915 affondarono tre sommergibili tedeschi (su un totale di 11 persi nello stesso periodo).
Gli statunitensi misero a punto un battello antisommergibili, che fosse economico, utilizzasse materiali non strategici come il legno, e fosse riproducibile da cantieri diversi con criteri standardizzati. Questo cacciasommergibili da 110 piedi (34 metri) venne messo in linea in decine di esemplari dopo l'entrata in guerra degli Stati Uniti con Hull Classification Number iniziante per SC (Submarine Chaser), e liberò dai compiti di scorta i cacciatorpediniere di squadra; dotate di bombe di profondità, mitragliere e cannoncini, queste unità sopravvissero al conflitto per essere largamente utilizzate durante la seconda guerra mondiale. Un diverso battello di dimensioni maggiori, 173 piedi (53 m), portava la sigla con prefisso PC (Patrol, Coastal). I battelli statunitensi di norma erano equipaggiati dalla Riserva della US Navy (USNRF), ed operavano su reparti di 3 unità, detti detachments (distaccamenti), 6 unità (division), 18 (squadron), 36 (detachment). Anche la Royal Navy nel 1915 ordinò a cantieri statunitensi una tipologia simile di battelli denominati Motor Launches (Lance a motore), inizialmente in un ordine di 50 unità per il cantiere Eico, e poi estendendo l'ordine a 500 esemplari di vari cantieri. Le unità erano lunghe 80 piedi (24 metri) e capaci di 27 nodi.
Nel 1916 la Gran Bretagna mise a punto l'idrofono, che, essendo in grado di captare i rumori subacquei, poteva indicare, almeno in modo approssimativo, la posizione del sommergibile alle navi di superficie e la carica di profondità che permetteva di attaccarlo anche quando sommerso. Il 16 luglio 1916 il sommergibile tedesco UC 7, per la prima volta nella storia, fu localizzato con gli idrofoni e fu affondato con cariche di profondità. Il mese in cui si ebbero le maggiori perdite di sommergibili tedeschi fu il maggio 1918, in cui ne furono persi 55, di cui 23 per le bombe di profondità, 13 per mine e 19 per altre cause.
Sempre durante il primo conflitto mondiale fu impiegato come arma antisommergibile il cannone Davis, installato su cacciasommergibili statunitensi come la SC-17 e la SC-20. I britannici, sempre nell'ambito della lotta antisommergibile, lo impiegarono sperimentalmente su diversi aerei, tra cui un bombardiere Handley Page Type O ed un Short S.81.

### I violatori di blocco
Con il blocco navale apparvero però anche nuovi tipi di unità che avevano come compito principale quello di aggirare il blocco navale alleato e rifornire Germania e Austria con materie prime provenienti dalle colonie di oltremare. sommergibili come l'U-151 dotati di due grandi cannoni, furono utilizzati nei primi anni della grande guerra come sommergibili mercantili. Ciò nonostante queste unità dalle dimensioni enormi navigavano perlopiù in superficie e si immergevano solo se necessario in caso di pericolo.

Le dimensioni notevoli di questi battelli e i due grandi cannoni che portavano con sé ne limitavano fortemente le capacità di navigazione in immersione. Con l'ingresso degli Stati Uniti nel conflitto persero però rapidamente di significato tanto che negli ultimi anni del conflitto non furono più utilizzati.

### La caccia ai mercantili
Ciò nonostante il concetto di sottomarino che potesse adempiere al compito di mercantile e allo stesso tempo potesse anche operare come caccia mercantili venne sviluppato ancora dopo la fine della guerra per raggiungere il suo culmine a metà degli anni trenta.

Importante per l'evoluzione dei sommergibili caccia mercantili furono principalmente due fattori. Come primo fattore pesava che i sommergibili in immersione erano decisamente più lenti delle navi.

Risultava quindi particolarmente semplice per una nave una volta scoperta la minaccia di un sottomarino fuggire da essa. Come secondo fatto pesò in modo decisivo sia l'elevato costo dei siluri che la loro scarsa affidabilità.

L'utilizzo del cannone del quale erano dotati non solo risultava meno costoso, ma permetteva di attaccare le navi in emersione potendo contare su velocità di punta più elevate. Inoltre ricaricare il cannone era molto più rapido che riarmare il tubo lanciasiluri. Per rendersi conto di quanto fosse diffuso l'utilizzo del cannone all'epoca basti pensare che l'U-35 in solo quattro casi utilizzò dei siluri per affondare un mercantile mentre in tutti i restanti casi fece ricorso all'utilizzo del cannone esplodendo nel corso delle sue 25 missioni più di 900 colpi.
Ciò nonostante alcuni affondamenti fatti tramite l'ausilio del siluro divennero storicamente rilevanti come la prima nave ad essere affondata durante il conflitto, l'esploratore britannico Pathfinder, e l'affondamento del transatlantico britannico Lusitania, il quale carico di civili statunitensi, fu ritenuto spesso in letteratura storica il casus belli per l'entrata in guerra degli Stati Uniti, nonostante vi siano stati in precedenza ripetuti attacchi anche a navi statunitensi che spinsero il presidente Wilson a riconsiderare la posizione statunitense.